# Matthew Richards
Pour les articles homonymes, voir Richards.
Matthew Richards, né le 17 décembre 2002 à  Droitwich Spa, est un nageur britannique, spécialiste des épreuves en nage libre. 
Aux Jeux olympiques de Tokyo en 2020, Richards est un des relayeurs de l’équipe championne olympique du 4 × 200 m mètres.

## Carrière
Bien que né en Angleterre, Matthew Richards a représenté le Pays de Galles puisque son père y est né. Il a battu les records gallois aux 100 et 200 mètres nage libre. Il est devenu le champion junior du 100 m nage libre aux Championnats d'Europe juniors de natation 2019 organisés à Kazan.
En mai 2021, Richards est présent pour les championnats d'Europe 2020 (reportés d'un an), ses premiers championnats séniors, et il remporte l'argent au 4 × 100 mètres nage libre et au 4 × 200 mètres nage libre ; il fait également partie de l'équipe qui a remporté l'or en 4 × 100 m nage libre mixte, en n'ayant nagé que dans les séries.
Le 28 juillet 2021, aux Jeux olympiques d'été de 2020 à Tokyo, l'équipe britannique remporte l'or au relais 4 × 200 mètres nage libre masculin où Richards est en troisième relayeur avec dans son équipe Thomas Dean, James Guy et Duncan Scott pour un temps de 6 min 58 s 58.
En 2023, il remporte le titre sur 200 m nage libre à l'occasion des Championnats du monde à Fukuoka. Quelques jours plus tard il fait partie de l'équipe britannique qui devient championne du monde du relais 4 x 200 m nage libre.

## Palmarès

### Jeux olympiques
- Jeux olympiques de 2020 à Tokyo ( Japon) :
  -  Médaille d'or du relais du relais 4 × 200 m nage libre hommes
- Jeux olympiques de 2024 à Paris ( France) :
  -  Médaille d'or du relais du relais 4 × 200 m nage libre hommes
  -  Médaille d'argent du 200 m nage libre

### Championnats du monde

#### Grand bassin
- Championnats du monde 2022 à Budapest ( Hongrie) :
  -  Médaille de bronze du relais 4 × 200 m nage libre hommes (participe uniquement aux séries)
- Championnats du monde 2023 à Fukuoka ( Japon) :
  -  Médaille d'or du 200 m nage libre
  -  Médaille d'or du relais 4 × 200 m nage libre hommes
  -  Médaille de bronze du relais 4 × 100 m nage libre mixte
- Championnats du monde 2024 à Doha ( Qatar) :
  -  Médaille de bronze du relais 4 × 100 m quatre nages mixte
- Championnats du monde 2025 à Singapour :
  -  Médaille d'or du relais 4 × 200 m nage libre hommes

### Championnats d'Europe

#### Grand bassin
- Championnats d'Europe 2020 à Budapest ( Hongrie) :
  -  Médaille d'or du relais 4 × 200 m nage libre mixte (uniquement en série)
  -  Médaille d'argent du relais 4 × 100 m nage libre hommes
  -  Médaille d'argent du relais 4 × 200 m nage libre hommes

- Championnats d'Europe 2022 à Rome ( Italie) :
  -  Médaille d'or du relais 4 × 200 m nage libre mixte
  -  Médaille d'argent du relais 4 × 100 m nage libre mixte
  -  Médaille de bronze du relais 4 × 100 m nage libre hommes

#### Petit bassin
- Championnats d'Europe 2023 à Otopeni ( Roumanie) :
  -  Médaille d'or du 200 m nage libre
  -  Médaille d'or du relais 4 × 50 m nage libre hommes
  -  Médaille d'argent du relais 4 × 50 m quatre nages hommes